# Primera División de Chile 1962
El Campeonato Nacional de Fútbol de la Primera División de 1962 fue el torneo disputado en la 30ª temporada de la máxima categoría del fútbol profesional chileno, con la participación de dieciocho equipos.
El torneo se jugó en dos rondas con un sistema de todos-contra-todos. El balón oficial fue Crack (n.º 607).
El campeón resultó ser Universidad de Chile, luego de vengar la derrota sufrida la temporada anterior a manos de su clásico rival, la Universidad Católica. Al igual que en 1961, fueron necesarios partidos de definición entre ambos equipos, por estar igualados en puntaje al terminar el campeonato. Además, se clasifica a la Copa de Campeones de América 1963.
Para este campeonato, la Asociación Central de Fútbol decidió aumentar a dieciocho el número de participantes, por lo que cuatro clubes procedentes de la Segunda División ascendieron a la máxima categoría. De los elencos ascendidos, Magallanes y Deportes La Serena ya registraban pasos por la serie de honor, mientras que Unión La Calera y Unión San Felipe hicieron su debut absoluto en la división.

## Tabla final
| Pos | Equipo               | PJ | PG | PE | PP | GF  | GC | Dif | Pts |
| --- | -------------------- | -- | -- | -- | -- | --- | -- | --- | --- |
| 1   | Universidad de Chile | 34 | 21 | 8  | 5  | 100 | 48 | 52  | 50  |
| 2   | Universidad Católica | 34 | 22 | 6  | 6  | 78  | 47 | 31  | 50  |
| 3   | Colo-Colo            | 34 | 17 | 7  | 10 | 94  | 67 | 27  | 41  |
| 4   | Deportes La Serena   | 34 | 17 | 7  | 10 | 67  | 58 | 9   | 41  |
| 5   | Unión Española       | 34 | 15 | 8  | 11 | 63  | 50 | 13  | 38  |
| 6   | Santiago Morning     | 34 | 13 | 11 | 10 | 53  | 51 | 2   | 37  |
| 7   | Santiago Wanderers   | 34 | 12 | 11 | 11 | 50  | 51 | -1  | 35  |
| 8   | Everton              | 34 | 10 | 15 | 9  | 53  | 55 | -2  | 35  |
| 9   | Unión San Felipe     | 34 | 10 | 11 | 13 | 54  | 54 | 0   | 31  |
| 10  | Audax Italiano       | 34 | 8  | 14 | 12 | 54  | 61 | -7  | 30  |
| 11  | O'Higgins            | 34 | 8  | 14 | 12 | 54  | 66 | -12 | 30  |
| 12  | Unión La Calera      | 34 | 12 | 5  | 17 | 52  | 63 | -11 | 29  |
| 13  | Ferrobádminton       | 34 | 8  | 13 | 13 | 45  | 61 | -16 | 29  |
| 14  | Magallanes           | 34 | 9  | 11 | 14 | 41  | 62 | -21 | 29  |
| 15  | Rangers              | 34 | 10 | 8  | 16 | 42  | 53 | -11 | 28  |
| 16  | Palestino            | 34 | 7  | 14 | 13 | 45  | 60 | -15 | 28  |
| 17  | San Luis             | 34 | 8  | 10 | 16 | 49  | 66 | -17 | 26  |
| 18  | Green Cross          | 34 | 9  | 7  | 18 | 58  | 79 | -21 | 25  |

PJ=Partidos jugados; PG=Partidos ganados; PE=Partidos empatados; PP=Partidos perdidos; GF=Goles a favor; GC=Goles en contra; Dif=Diferencia de gol; Pts=Puntos
|  | Juega final por el campeonato |
|  | Desciende a Segunda División  |

## Final
|       | POR   | Manuel Astorga    |  |
|       | DEF   | Luis Eyzaguirre   |  |
|       | DEF   | Humberto Donoso   |  |
|       | DEF   | Sergio Navarro    |  |
|       | MED   | Carlos Contreras  |  |
|       | MED   | Alfonso Sepúlveda |  |
|       | DEL   | Braulio Musso     |  |
|       | DEL   | Ernesto Álvarez   |  |
|       | DEL   | Carlos Campos     |  |
|       | DEL   | Rubén Marcos      |  |
|       | DEL   | Leonel Sánchez    |  |
| D. T. | D. T. | Luis Álamos       |  |

|       | POR   | Walter Behrends       |  |
|       | DEF   | Sergio Valdés         |  |
|       | DEF   | Washington Villarroel |  |
|       | DEF   | Jorge Sullivan        |  |
|       | MED   | Luis Olivares         |  |
|       | MED   | Hugo Rivera           |  |
|       | DEL   | Alberto Fouillioux    |  |
|       | DEL   | Ignacio Prieto        |  |
|       | DEL   | Armando Tobar         |  |
|       | DEL   | Orlando Ramírez       |  |
|       | DEL   | Fernando Ibáñez       |  |
| D. T. | D. T. | Miguel Mocciola       |  |

| 12' · 29' · 52' · 68' · 87' | Carlos Campos Ernesto Álvarez Leonel Sánchez | 1-0 2-0 3-2 4-2 5-3 |

| 41' · 49' · 80' | Armando Tobar Alberto Fouillioux | 2-1 2-2 4-3 |

| Principal | Domingo Massaro |

|       | POR   | Manuel Astorga    |  |
|       | DEF   | Luis Eyzaguirre   |  |
|       | DEF   | Humberto Donoso   |  |
|       | DEF   | Sergio Navarro    |  |
|       | MED   | Carlos Contreras  |  |
|       | MED   | Alfonso Sepúlveda |  |
|       | DEL   | Braulio Musso     |  |
|       | DEL   | Ernesto Álvarez   |  |
|       | DEL   | Carlos Campos     |  |
|       | DEL   | Rubén Marcos      |  |
|       | DEL   | Leonel Sánchez    |  |
| D. T. | D. T. | Luis Álamos       |  |

|       | POR   | Walter Behrends       |  |
|       | DEF   | Sergio Valdés         |  |
|       | DEF   | Washington Villarroel |  |
|       | DEF   | Jorge Sullivan        |  |
|       | MED   | Luis Olivares         |  |
|       | MED   | Hugo Rivera           |  |
|       | DEL   | Alberto Fouillioux    |  |
|       | DEL   | Ignacio Prieto        |  |
|       | DEL   | Armando Tobar         |  |
|       | DEL   | Orlando Ramírez       |  |
|       | DEL   | Fernando Ibáñez       |  |
| D. T. | D. T. | Miguel Mocciola       |  |

| 12' · 29' · 52' · 68' · 87' | Carlos Campos Ernesto Álvarez Leonel Sánchez | 1-0 2-0 3-2 4-2 5-3 |

| 41' · 49' · 80' | Armando Tobar Alberto Fouillioux | 2-1 2-2 4-3 |

| Principal | Domingo Massaro |

|       | POR   | Manuel Astorga    |  |
|       | DEF   | Luis Eyzaguirre   |  |
|       | DEF   | Humberto Donoso   |  |
|       | DEF   | Sergio Navarro    |  |
|       | MED   | Carlos Contreras  |  |
|       | MED   | Alfonso Sepúlveda |  |
|       | DEL   | Braulio Musso     |  |
|       | DEL   | Ernesto Álvarez   |  |
|       | DEL   | Carlos Campos     |  |
|       | DEL   | Rubén Marcos      |  |
|       | DEL   | Leonel Sánchez    |  |
| D. T. | D. T. | Luis Álamos       |  |

|       | POR   | Walter Behrends       |  |
|       | DEF   | Sergio Valdés         |  |
|       | DEF   | Washington Villarroel |  |
|       | DEF   | Jorge Sullivan        |  |
|       | MED   | Luis Olivares         |  |
|       | MED   | Hugo Rivera           |  |
|       | DEL   | Alberto Fouillioux    |  |
|       | DEL   | Ignacio Prieto        |  |
|       | DEL   | Armando Tobar         |  |
|       | DEL   | Orlando Ramírez       |  |
|       | DEL   | Fernando Ibáñez       |  |
| D. T. | D. T. | Miguel Mocciola       |  |

| 12' · 29' · 52' · 68' · 87' | Carlos Campos Ernesto Álvarez Leonel Sánchez | 1-0 2-0 3-2 4-2 5-3 |

| 41' · 49' · 80' | Armando Tobar Alberto Fouillioux | 2-1 2-2 4-3 |

| Principal | Domingo Massaro |

|       | POR   | Manuel Astorga    |  |
|       | DEF   | Luis Eyzaguirre   |  |
|       | DEF   | Humberto Donoso   |  |
|       | DEF   | Sergio Navarro    |  |
|       | MED   | Carlos Contreras  |  |
|       | MED   | Alfonso Sepúlveda |  |
|       | DEL   | Braulio Musso     |  |
|       | DEL   | Ernesto Álvarez   |  |
|       | DEL   | Carlos Campos     |  |
|       | DEL   | Rubén Marcos      |  |
|       | DEL   | Leonel Sánchez    |  |
| D. T. | D. T. | Luis Álamos       |  |

|       | POR   | Walter Behrends       |  |
|       | DEF   | Sergio Valdés         |  |
|       | DEF   | Washington Villarroel |  |
|       | DEF   | Jorge Sullivan        |  |
|       | MED   | Luis Olivares         |  |
|       | MED   | Hugo Rivera           |  |
|       | DEL   | Alberto Fouillioux    |  |
|       | DEL   | Ignacio Prieto        |  |
|       | DEL   | Armando Tobar         |  |
|       | DEL   | Orlando Ramírez       |  |
|       | DEL   | Fernando Ibáñez       |  |
| D. T. | D. T. | Miguel Mocciola       |  |

| 12' · 29' · 52' · 68' · 87' | Carlos Campos Ernesto Álvarez Leonel Sánchez | 1-0 2-0 3-2 4-2 5-3 |

| 41' · 49' · 80' | Armando Tobar Alberto Fouillioux | 2-1 2-2 4-3 |

| Principal | Domingo Massaro |

## Campeón
| Universidad de Chile           |
| Universidad de Chile 3º Título |